# Statice de l'ouest
Limonium binervosum
Espèce
Classification phylogénétique
Le (ou la) statice de l'ouest (Limonium binervosum) est une plante herbacée vivace de la famille des Plumbaginaceae.

## Description
C'est une plante basse aux feuilles lancéolées, aux tiges lisses, aux fleurs bleu-violet en inflorescences pyramidales sur des rameaux tous florifères.

## Caractéristiques
Organes reproducteurs
- Type d'inflorescence : racème d'épis
- Répartition des sexes : gynodioïque
- Type de pollinisation : entomogame, anémogame, autogame
- Période de floraison : juillet à septembre

Graine
- Type de fruit : capsule
- Mode de dissémination : barochore

Habitat et répartition
- Habitat type: pelouses aérohalines submaritimes atlantiques, thermophiles, ouvertes des falaises
- Aire de répartition : atlantique

Données d'après: Julve, Ph., 1998 ff. - Baseflor. Index botanique, écologique et chorologique de la flore de France. Version : 23 avril 2004. 